# Lithothamnion fuegianum
Lithothamnion fuegianum (Foslie) Foslie, 1906  é o nome botânico  de uma espécie de algas vermelhas  pluricelulares do gênero Lithothamnion, subfamília Melobesioideae.
- São algas marinhas encontradas na Antárctica e no Chile.

## Sinonímia
- Lithothamnion kerguelenum f. fuegiana' Foslie, 1905
- Mesophyllum fuegianum  (Foslie) Adey, 1970